# 마인 (잡지)
《마인》(Mine)은 육영재단이 발행하던 월간 만화 잡지이다. 1995년 8월에 창간되어 1996년 4월 폐간되었다. 레이디스 코믹스를 표방하였으며, 경쟁지는 대원에서 발행하던 《화이트》, 서울문화사에서 발간한 《밍크》였다. 

## 연재 작품
- 샤만의 바위
- M & M

## 같이 보기
- 화이트
- 밍크